# Rikhabdeo
Rikhabdeo (ook wel Rishabhdeo genoemd) is een census town in het district Udaipur van de Indiase staat Rajasthan. 

## Demografie
Volgens de Indiase volkstelling van 2001 wonen er 8023 mensen in Rikhabdeo, waarvan 52% mannelijk en 48% vrouwelijk is. De plaats heeft een alfabetiseringsgraad van 76%. 